# Phước Trung (phường)
Phước Trung là một phường thuộc thành phố Bà Rịa, tỉnh Bà Rịa – Vũng Tàu, Việt Nam.

## Địa lý

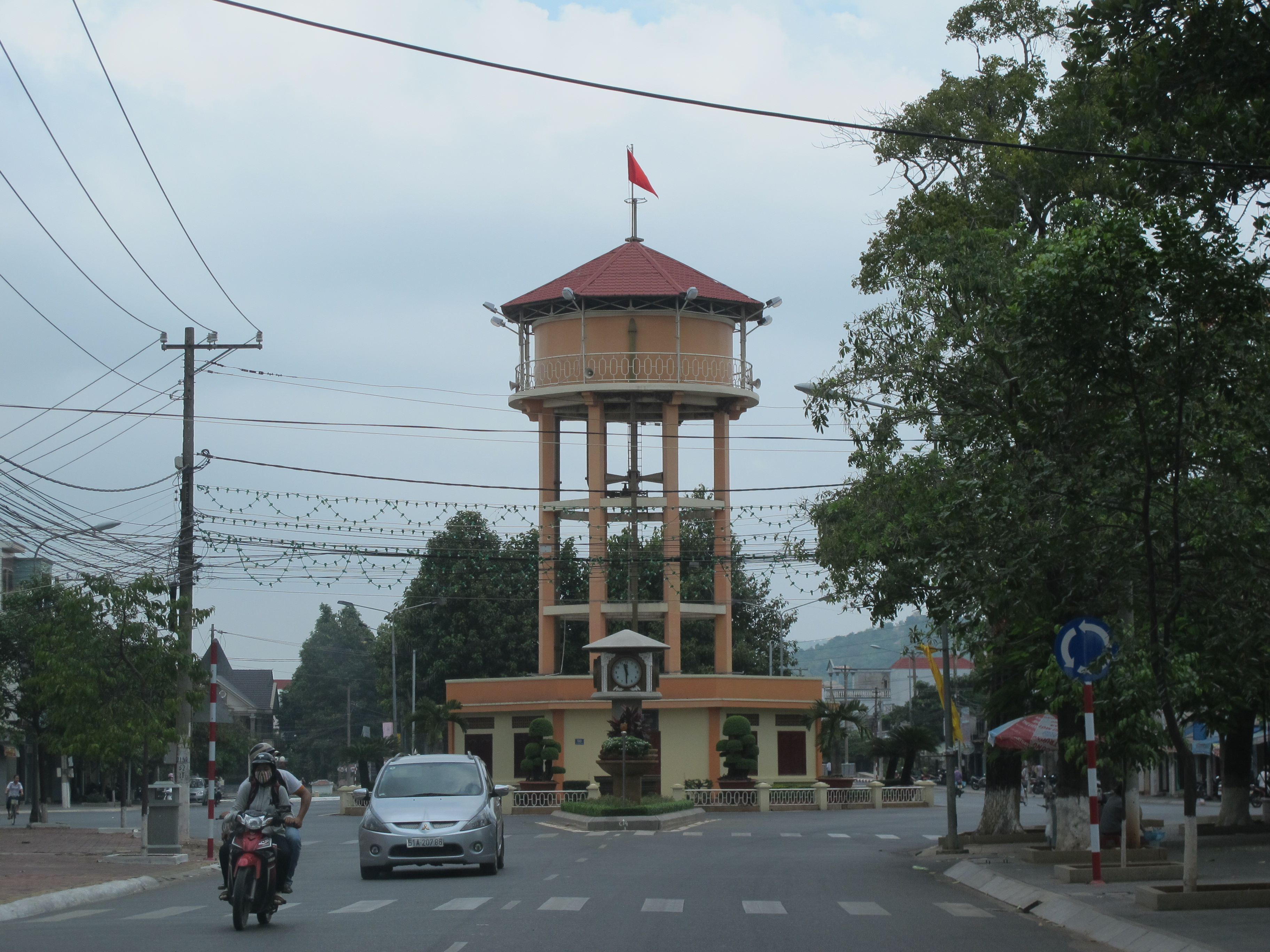
Di tích Nhà Tròn Bà Rịa

Phường Phước Trung nằm ở trung tâm thành phố Bà Rịa, có vị trí địa lý:
- Phía đông giáp phường Long Toàn và huyện Long Đất
- Phía tây giáp phường Long Hương
- Phía nam giáp thành phố Vũng Tàu và huyện Long Đất
- Phía bắc giáp phường Phước Hưng và phường Phước Nguyên.

Phường Phước Trung có diện tích 7,19 km², dân số năm 2023 là 17.437 người, mật độ dân số đạt 2.425 người/km².

## Lịch sử
Tên gọi của phường Phước Hiệp bắt nguồn từ ấp Phước Hiệp, một trong hai ấp ở khu trung tâm xã Phước Lễ, tỉnh lỵ tỉnh Bà Rịa và tỉnh Phước Tuy sau này.
Vào các thế kỷ 1 đến thế kỷ 16, khu vực phường Phước Hiệp thuộc vương quốc cổ Phù Nam, sau bị sáp nhập vào Thủy Chân Lạp.
Từ thế kỷ 17, lưu dân Việt từ các xứ Thuận-Quảng ở miền Trung đã vào vùng Mô Xoài (Bà Rịa Vũng Tàu ngày nay) khai khẩn đất hoang, lập thôn làng sinh sống. Trong các thôn làng ấy có làng Phước Lễ ở phía đông sông Dinh.
Năm 1808, khu vực này nằm trong tổng Phước An.
Năm 1837, triều đình cải thành huyện Phước An, thuộc phủ Phước Tuy. Phủ lỵ phủ này đặt tại làng Phước Lễ.
Từ khi có dinh phủ, Phước Lễ trở thành trung tâm hành chính đông đúc. Chợ Phước Lễ được quen gọi là chợ Dinh. Sông Xoài cũng được gọi là sông Dinh.
Sau khi chiếm được Nam Kỳ, thực dân Pháp phát triển xã Phước Lễ thành lỵ sở hạt Bà Rịa, sau là tỉnh Bà Rịa. Thực dân Pháp cho xây dựng các công sở ở khu vực này, bao gồm Dinh Tỉnh trưởng, Dinh phó tỉnh trưởng, và trụ sở các ty, ban ngành trong bộ máy chính quyền thực dân. Nhằm cung cấp nước phục vụ sinh hoạt, họ cho dựng Tháp nước (Chateau d'Eau) tại quảng trường phía trước Chợ Bà Rịa (tức Chợ Dinh).
Sau năm 1975, khu vực trung tâm phường Phước Hiệp nằm trong xã Phước Lễ, huyện Châu Thành, tỉnh Đồng Nai.
Năm 1982, thị trấn Bà Rịa được thành lập trên cơ sở xã Phước Lễ.
Ngày 2 tháng 6 năm 1994, Chính phủ ban hành Nghị định số 45-CP về việc:
- Thành lập phường Phước Trung thuộc thị xã Bà Rịa trên cơ sở 648 ha diện tích tự nhiên và 7.073 người của hai thôn Phước Trung và Bến Súc thuộc thị trấn Bà Rịa.
- Thành lập phường Phước Hiệp thuộc thị xã Bà Rịa trên cơ sở 35 ha diện tích tự nhiên và 7.086 nhân khẩu của hai thôn Phước Hiệp và Phước Liên của thị trấn Bà Rịa.

Ngày 27 tháng 6 năm 2005, Chính phủ ban hành Nghị định số 83/2005/NĐ-CP về việc:
- Điều chỉnh 13,07 ha diện tích tự nhiên và 357 người của phường Phước Trung về phường Long Toàn quản lý.
- Điều chỉnh 0,94 ha diện tích tự nhiên và 102 người của phường Phước Trung về phường Phước Hiệp quản lý.
- Điều chỉnh 0,54 ha diện tích tự nhiên và 92 người của phường Phước Hiệp về phường Phước Trung quản lý.
- Điều chỉnh 59,77 ha diện tích tự nhiên và 4.007 người của phường Phước Hưng về phường Phước Hiệp quản lý.
- Điều chỉnh 1,66 ha diện tích tự nhiên và 237 người của phường Phước Nguyên về phường Phước Hiệp quản lý.
- Điều chỉnh 0,94 ha diện tích tự nhiên và 102 người của phường Phước Trung về phường Phước Hiệp quản lý.

Sau khi điều chỉnh địa giới hành chính:
- Phường Phước Trung có 607,86 ha diện tích tự nhiên và 6.322 người.
- Phường Phước Hiệp có 96,34 ha diện tích tự nhiên và 10.056 người.

Ngày 24 tháng 10 năm 2024, Ủy ban Thường vụ Quốc hội ban hành Nghị quyết số 1256/NQ-UBTVQH15 về việc sắp xếp đơn vị hành chính cấp huyện, cấp xã của tỉnh Bà Rịa – Vũng Tàu giai đoạn 2023 – 2025 (nghị quyết có hiệu lực từ ngày 1 tháng 1 năm 2025). Theo đó, sáp nhập toàn bộ 0,96 km² diện tích tự nhiên và quy mô dân số 9.360 người của phường Phước Hiệp vào phường Phước Trung.
Phường Phước Trung có 7,19 km² diện tích tự nhiên và quy mô dân số 17.437 người.

## Văn hóa
Tôn giáo: Nhà thờ Chánh tòa Bà Rịa, Tu viện thành Paolo, Chùa Phước Thạnh, Chùa Hưng Lễ Tự, Chùa Bà Thiên Hậu và Miễu Bà Bến Súc.